# 3월 3일
3월 3일은 그레고리력으로 62번째(윤년일 경우 63번째) 날에 해당한다. 대한민국에서 3월 2일이 월요일 삼일절 대체휴일인 해에는 초·중·고등학교, 대학의 시업식이나 입학식을 3월 3일에 치른다.

## 사건
- 473년 - 군도바드가 글리케리우스(Glycerius)를 서로마 제국의 황제로 지명하다.
- 724년 - 겐쇼 천황이 조카 쇼무 태자에게 양위함으로써 쇼무가 일본의 황제가 되다.
- 870년 - 불가리아에 정교회가 설립되었다.
- 1284년 - 투카로이 전투(Battle of Tukaroi): 무굴 제국의 악바르 대제가 벵갈의 술탄 다우드 카라니(Daud Khan Karrani)를 물리치다.
- 1845년 - 플로리다주가 미국의 27번째 주가 되었다.
- 1857년 - 프랑스와 영국이 청나라를 상대로 제2차 아편 전쟁을 일으키다.
- 1878년 - 산스테파노 조약으로 불가리아가 오스만 제국으로부터 자치권을 얻다.
- 1918년 - 제1차 세계 대전: 소비에트 연방이 동맹국과 브레스트-리토프스크 조약을 맺고 전쟁을 중단하다.
- 1924년 - 리예카 자유국이 이탈리아 왕국에 병합되다.
- 1938년 - 미국의 석유기업 쉐브론(Chevron)의 전신 SOCAL(Standard Oil of California)이 사우디아라비아에서 석유 시추에 성공하다.
- 1939년 - 모한다스 간디가 인도에 대한 폭압 통치에 항의하는 단식을 시작하다.
- 1945년 - 제2차 세계 대전(태평양 전쟁), 미국군과 필리핀군이 마닐라를 탈환하다.
- 1950년 - 난아오 전투 발생
- 1961년 - 하산 2세가 모로코 국왕으로 즉위하다.
- 1971년 - 1971년 인도-파키스탄 전쟁이 시작되다. 인도는 무크티 바니히(Mukti Bahini)의 방글라데시 독립 전쟁을 지원한다는 명분을 내세웠다.
- 1980년 - 미국의 원자력 잠수함 SSN-571 노틸러스가 퇴역하고 해체되었다.
- 1990년 - 대한민국에서 제4땅굴 발견.
- 1991년
  - 한 아마추어 촬영가가 개인용 비디오 카메라로 로스엔젤레스의 경찰관이 로드니 킹을 구타하는 장면을 촬영했고 이 동영상이 1992년 로스엔젤레스 폭동 사태의 시발점이 되었다.
  - 라트비아와 에스토니아에서 소비에트 연방으로부터 독립을 결정하는 국민 투표가 실시되었다. 라트비아에서는 유권자 중 74%가, 에스토니아에서는 83%가 독립을 선택했다.
- 1992년 - 보스니아 헤르체고비나 건국.
- 1994년 - 커트 코베인이 '발리움'(Valium, diazepam) 약제를 샴페인과 함께 마신 뒤 혼수상태로 들어감.
- 2003년 - 노르웨이 왕세자 호콘이 부왕 하랄 5세의 대리청정을 시행.

## 문화
- 1875년 - 조르주 비제의 오페라 《카르멘》이 파리시의 오페라 코미크 극장에서 초연되다.
- 1923년 - 미국의 시사주간지 《타임》이 창간되다.
- 1931년 - 《스타-스팽글드 배너(The Star-Spangled Banner)》가 미국의 공식 국가가 되다.
- 1969년 - 아폴로 계획: 미국 항공우주국(NASA)가 아폴로 달 착륙선을 시험할 목적으로 아폴로 9호를 발사하다.
- 1973년 - 한국방송공사 창립.
- 2005년 - TBS 교통방송 텔레비전 방송 개국.
- 2005년 - 스티브 포셋(Steve Fossett)이 무착륙, 무급유 단독 세계 일주 비행을 완벽하게 성공시켰다.
- 2007년 - MBC게임 스타크래프트 리그 결승전에서 김택용이 마재윤을 상대로 3:0으로 승리, 우승하였다.
- 2010년 - KBS 24시 뉴스 개국.
- 2019년
  - IEM Katowice 결승전에서 어윤수가 7연속 준우승을 끝내고 김대엽을 상대로 4:2 로 승리, 우승하였다.
  - MBC 주말 드라마가 42년 만에 종영되었다.

## 탄생
- 1445년 - 조선 제8대 국왕 예종의 정비 장순왕후. (~1462년)
- 1455년 - 포르투갈의 국왕 주앙 2세. (~1495년)
- 1756년 - 영국의 작가 윌리엄 고드윈. (~1836년)
- 1845년 - 독일의 수학자 게오르크 칸토어. (~1918년)
- 1847년 - 미국의 발명가 알렉산더 그레이엄 벨. (~1922년)
- 1879년 - 미국의 생화학자 엘머 매컬럼. (~1967년)
- 1911년 - 미국의 배우 진 할로. (~1937년)
- 1922년 - 헝가리의 축구 선수, 축구 감독 히데그쿠티 난도르. (~2002년)
- 1923년 - 미국의 음악인 독 왓슨. (~2012년)
- 1924년
  - 일본의 정치인 무라야마 도미이치.
  - 이탈리아의 축구 선수 오메로 토뇬. (~1990년)
  - 나이지리아의 군인, 정치인 존슨 아그이이론시. (~1966년)
  - 스위스의 가수 리스 아시아. (~2018년)
- 1929년 - 대한민국의 경찰, 정치인 정석모. (~2009년)
- 1930년 - 루마니아의 제2·4대 대통령 이온 일리에스쿠. (~2025년)
- 1931년 - 북한의 정치인 강성산. (~2007년)
- 1933년 - 대한민국의 기업인 이용태. (~2025년)
- 1935년 - 대한민국의 정치인 김태호. (~2002년)
- 1937년
  - 대한민국의 기자, 정치인 권영자.
  - 대한민국의 정치인 김윤덕. (~2022년)
  - 일본의 축구 선수 호사카 쓰카사. (~2018년)
- 1940년
  - 대한민국의 배우 김용림.
  - 대한민국의 배우 정민섭. (~1987년)
- 1941년
  - 대한민국의 법조인 안동수.
  - 대한민국의 성우 이두화. (~ 2021년.)
- 1945년 - 오스트레일리아의 영화 감독 조지 밀러.
- 1947년 - 대한민국의 바둑 기사 김동명.
- 1949년 - 대한민국의 배우 이문수.
- 1953년
  - 브라질의 전 축구 선수, 현 축구 감독 지쿠.
  - 영국의 싱어송라이터, 기타리스트 로빈 히치콕.
- 1955년 - 대한민국의 가수 강진.
- 1956년
  - 대한민국의 배우 정종준.
  - 폴란드의 전 축구 선수, 현 축구 감독 즈비그니에프 보니에크.
  - 대한민국의 아나운서 이미선.
- 1958년
  - 영국의 배우 미란다 리처드슨.
  - 미국의 축구 선수 밥 브래들리.
- 1961년
  - 대한민국의 정치인 윤준병.
  - 대한민국의 전 권투 선수 김철호.
  - 대한민국의 야구 선수 김상기.
- 1962년 - 대한민국의 기업인 신태환.
- 1964년
  - 미국의 영화 감독 켈리 라이카트.
  - 멕시코의 영화 배우 로라 해링.
- 1965년 - 세르비아의 전 축구 선수, 현 축구 감독 드라간 스토이코비치.
- 1966년
  - 러시아의 정치인 미하일 미슈스틴.
  - 대한민국의 무용가 김희정.
- 1967년
  - 대한민국의 정치인, 지방자치단체장 이범석.
  - 대한민국의 성우 신한호.
- 1968년 - 대한민국의 건설턴트 서동욱.
- 1969년
  - 대한민국의 영화 프로듀서, 영화 감독, 각본가 조성규.
  - 일본의 펜싱 선수, 지도자 아베 긴야.
- 1971년
  - 대한민국의 정치인 강민국.
  - 대한민국의 의사 김주엽.
- 1972년
  - 대한민국의 희극인 임혁필.
  - 독일의 배우 크리스티안 올리버. (~2024년)
- 1973년
  - 대한민국의 유도 선수 현숙희.
  - 일본의 만화가 가게사키 유나.
- 1975년
  - 대한민국의 성우 김영찬.
  - 대한민국의 가수, 방송인 김용필.
- 1976년
  - 대한민국의 배우 조진웅.
  - 미국의 야구 선수 맷 트레이너.
- 1977년
  - 대한민국의 배우 하도권.
  - 아일랜드의 싱어송라이터 로넌 키팅.
- 1978년
  - 대한민국의 가수 서문탁.
  - 대한민국의 배우 최귀화.
- 1980년
  - 대한민국의 가수 전우성 (노을).
  - 미국의 배우 캐서린 워터스턴.
- 1981년
  - 대한민국의 가수 겸 배우 유진 (S.E.S.).
  - 대한민국의 배우, 사업가, 가수 성유리 (핑클).
- 1982년
  - 대한민국의 아나운서 류이라.
  - 미국의 배우 제시카 비엘.
  - 대한민국의 전 가수 장신민 (Uno).
- 1983년
  - 폴란드의 정치인, 역사학자 카롤 나브로츠키.
  - 아르메니아의 역도 선수 티그란 마르티로샨.
- 1984년
  - 대한민국의 가수 온희정.
  - 대한민국의 야구 선수 김준호.
  - 일본의 배우 요시자와 아키호.
  - 대한민국의 배우 이서연.
- 1985년
  - 대한민국의 전 농구 선수 강병현.
  - 대한민국의 아나운서 조민주.
  - 폴란드의 방송인 프셰므스와브 크롬피에츠.
- 1986년
  - 대한민국의 아나운서 엄주원.
  - 대한민국의 가수 퓨어 킴.
  - 미국의 가수 스테이시 오리코.
- 1987년
  - 대한민국의 농구 선수 이정현.
  - 대한민국의 축구 선수 박상진.
- 1988년
  - 대한민국의 배우 고다은.
  - 대한민국의 아나운서 김지원.
  - 대한민국의 성우 김자연.
- 1989년
  - 대한민국의 가수 이서안 (남녀공학).
  - 일본의 축구 선수 곤다 슈이치.
  - 대한민국의 전 아나운서 김영은.
- 1990년 - 대한민국의 바둑 기사 박지영.
- 1991년
  - 대한민국의 가수 박초롱 (에이핑크).
  - 대한민국의 배우 홍지윤.
  - 대한민국의 야구 선수 김상민.
- 1992년
  - 브라질의 축구 선수 페르난두 루카스 마르칭스.
  - 스위스의 사격 선수 얀 로흐빌러.
  - 일본의 배우 우사 미하루.
  - 일본의 야구 선수 하라구치 후미히토.
  - 오스트레일리아의 배우 조디 루커스.
  - 중국의 배우 저우둥위.
- 1993년
  - 대한민국의 전 가수 가온누리. (남녀공학)
  - 대한민국의 펜싱 선수 서지연.
  - 독일의 축구 선수 안토니오 뤼디거.
- 1994년
  - 대한민국의 배우 정민아.
  - 일본의 배우 겸 아이돌 가수 카와시마 우미카.
  - 대한민국의 배우 김우석.
  - 대한민국의 배우 이다윗.
  - 대한민국의 가수 수민 (소나무).
  - 캐나다의 프리스타일 스키 선수 알렉스 볼리외마르샹.
- 1995년
  - 대한민국의 가수 홍지윤.
  - 대한민국의 전 야구 선수 차명진.
- 1996년
  - 대한민국의 치어리더 김유나.
  - 대한민국의 MBN 아나운서 한혜원.
  - 아르헨티나의 축구 선수 알다나 코메티.
- 1997년
  - 대한민국의 배우 김진경.
  - 대한민국의 래퍼 이장준 (골든차일드).
  - 미국의 가수 카밀라 카베요(피프스 하모니).
  - 브라질의 축구 선수 다비드 네리스.
- 1998년
  - 대한민국의 체조 선수 신재환.
  - 미국의 농구 선수 제이슨 테이텀.
  - 대한민국의 배우 신슬기.
  - 대한민국의 배우 이상준.
  - 대한민국의 축구 선수 조상현.
- 1999년
  - 대한민국의 가수 보라 (체리블렛).
  - 대한민국의 가수 세림.
- 2000년
  - 대한민국의 축구 선수 박재용.
  - 대한민국의 축구 선수 김민섭.
- 2001년 - 대한민국의 가수 최지은.
- 2002년 - 영국의 육상 선수 킬리 호지킨슨.
- 2003년
  - 대한민국의 가수 오준석 (에이티비오).
  - 대한민국의 축구 선수 강성윤.
  - 이집트의 펜싱 선수 무함마드 알사이드.
- 2004년 - 댜한민국의 가수 박종민.
- 2005년 - 대한민국의 카트라이더 프로게이머 홍성민.

## 사망
- 1111년 - 안티오크 공국의 공작 보에몽 1세. (1058년~)
- 1707년 - 무굴 제국의 제6대 황제 아우랑제브. (1618년~)
- 1932년 - 영국 태생 독일의 피아니스트, 작곡가 유진 달버트. (1864년~)
- 1955년 - 대한민국의 국회의원, 정치인 배헌. (1896년~)
- 1961년 - 오스트리아의 피아니스트 파울 비트겐슈타인. (1887년~)
- 1968년 - 중화인민공화국의 문필가, 사회운동가, 정치인 쉬광핑. (1898년~)
- 2005년 - 네덜란드의 축구 선수, 축구 감독 리뉘스 미헐스. (1928년~)
- 2015년 - 미군의 공군대령 딘 헤스. (1917년~)
- 2017년
  - 아이티의 제38대 대통령 르네 프레발. (1943년~)
  - 프랑스의 축구 선수 레몽 코파. (1931년~)
  - 미국의 가수 토미 페이지. (1970년~)
- 2018년
  - 대한민국의 정치인 김종호. (1935년~)
  - 미국의 배우 데이비드 오그던 스티어스. (1942년~)
- 2019년 - 대한민국의 기업인 박용곤. (1932년~)
- 2020년
  - 미국의 배우 니콜라스 투치. (1981년~)
  - 폴란드의 공산당 지도자 스타니스와프 카니아. (1927년~)
- 2021년
  - 대한민국의 군인 변희수. (1998년~)
  - 대한민국의 가수 이용규. (1954년~)
- 2022년
  - 일본의 작가, 소설가 니시무라 교타로. (1930년~)
  - 미국의 영화배우 팀 콘시딘. (1940년~)
- 2023년
  - 미국의 영화배우 톰 시즈모어. (1961년~)
  - 일본의 작가, 사회운동가 오에 겐자부로. (1935년~)
- 2024년
  - 미국의 야구 선수 U. L. 워싱턴. (1953년~)
  - 미국의 농구 선수 밥 해리슨. (1927년~)
- 2025년 - 이탈리아의 영화배우 엘레오노라 조르지. (1953년~)

## 기념일
- 삼겹살 데이 : 한국에서 삼겹살을 먹는 기념일[1][2]

- 납세자의 날: 대한민국

- 일본 히나마쓰리 또는 소녀의 날(Girls' Day)
- 불가리아 광복절
- 말라위 순교자의 날(Martyrs' Day)
- 조지아(문화어: 그루지야) 어머니날
- 이집트 운동선수의 날(Sportsmen's day)
- 레바논 교사의 날, 3월 9일까지 기념행사

## 같이 보기
- 전날: 3월 2일 다음날: 3월 4일 - 전달: 2월 3일 다음달: 4월 3일
- 음력: 3월 3일
- 모두 보기